# Supernonna
Supernonna (Super Gran) è una serie televisiva britannica in 27 episodi trasmessi per la prima volta nel corso di 2 stagioni dal 1985 al 1987. La serie fu adattato dai libri scritti da Forrest Wilson.
È una serie per ragazzi a sfondo fantastico incentrata sulle vicende di una nonna con i super poteri.

## Trama
Una donna anziana, Granny Smith, acquisisce superpoteri quando viene accidentalmente colpita da un raggio magico creato da Inventor Black. Denominata "Supernonna", come una supereroina la donna protegge così gli abitanti della città immaginaria di Chiselton dai cattivi, come Campbell Scunner e la sua banda, The Muscles. Supernonna viene di solito accompagnata da suo nipote, Willard, e dall'assistente di Inventor, Edison.

## Personaggi e interpreti
- Supernonna (27 episodi, 1985-1987), interpretata da Gudrun Ure.
- The Scunner Campbell (27 episodi, 1985-1987), interpretato da Iain Cuthbertson.
- Inventor Black (27 episodi, 1985-1987), interpretato da Bill Shine.
- The Muscles (27 episodi, 1985-1987), interpretato da Alan Snell.
- The Muscles (27 episodi, 1985-1987), interpretato da Brian Lewis.
- Reporter (27 episodi, 1985-1987), interpretato da Bill Mitchell.
- P.C. Leekie (17 episodi, 1985-1987), interpretato da Terry Joyce.
- Edison (14 episodi, 1986-1987), interpretata da Samantha Duffy.
- Willard (14 episodi, 1986-1987), interpretato da Michael Graham.
- Tub (14 episodi, 1986-1987), interpretato da Jason Carrielies.
- Edison (13 episodi, 1985), interpretato da Holly English.
- Willard (13 episodi, 1985), interpretato da Iam Towell.
- Tub (13 episodi, 1985), interpretato da Lee Marshall.
- Ispettore Muggins (10 episodi, 1985-1987), interpretato da Robert Austin.
- Petunia Preston (10 episodi, 1985-1987), interpretata da Gwen Doran.
- Ben (8 episodi, 1986-1987), interpretato da Hedley Dodd.
- Postino Pugh (7 episodi, 1985-1987), interpretato da Les Wilde.

## Produzione
La serie, ideata da Forrest Wilson, fu prodotta da Tyne Tees Television. Le musiche furono composte da Billy Connolly.

### Registi
Tra i registi sono accreditati:
- Tony Kysh in 10 episodi (1985-1987)
- Gerald Blake in 5 episodi (1986-1987)
- Roger Cheveley in 4 episodi (1985-1987)
- Gerry Mill in 3 episodi (1985)
- Anthony Simmons in 3 episodi (1985)

### Sceneggiatori
Tra gli sceneggiatori sono accreditati:
- Jenny McDade in 27 episodi (1985-1987)
- Forrest Wilson in 27 episodi (1985-1987)

## Distribuzione
La serie fu trasmessa nel Regno Unito dal 20 gennaio 1985 al 31 maggio 1987  sulla rete televisiva Independent Television. In Italia è stata trasmessa con il titolo Supernonna.
Alcune delle uscite internazionali sono state:
- nel Regno Unito il 20 gennaio 1985 (Super Gran)
- nei Paesi Bassi il 5 marzo 1986 (Super-Oma)
- in Spagna (La superabuela)
- in Argentina (Superabuela)
- in Italia (Supernonna)

## Episodi
| Stagione         | Episodi | Prima TV Regno Unito |
| ---------------- | ------- | -------------------- |
| Prima stagione   | 13      | 1985                 |
| Seconda stagione | 13      | 1986-1987            |